# Copernicium
Copernicium (Cn), voorheen: ununbium (Uub), is het 112e element uit het periodiek systeem der elementen en werd in 1996 voor het eerst gevormd in Darmstadt door het Duitse Gesellschaft für Schwerionenforschung (GSI), geleid door professor Sigurd Hofmann.
Het element is genoemd naar de astronoom Nicolaas Copernicus, de grondlegger van het moderne heliocentrische wereldbeeld, waarbij de aarde rond de zon draait. De stabielste isotoop van het element heeft een halveringstijd van 240 µs en wordt derhalve niet in de vrije natuur aangetroffen.
Tot nu toe zijn er ongeveer 75 coperniciumatomen via verschillende kernreacties ontstaan.

## Indeling
Vanwege het hoge atoomgewicht van 277 rekent men copernicium tot de superzware atomen.
Het element komt, net als zink, cadmium en kwik, voor in groep 12, vandaar dat dit element tot de overgangsmetalen wordt gerekend.

## Ontdekkingsgeschiedenis
Het element werd op 9 februari 1996 ontdekt door het Duitse Gesellschaft für Schwerionenforschung (GSI). Het werd gecreëerd door 70Zn-kernen versneld te laten botsen met 208Pb in een deeltjesversneller. Daarbij werd copernicium gevormd, met een atoommassa van 277 u:
{\displaystyle {\ce {^{208}_{82}Pb + ^{70}_{30}Zn -> ^{278}_{112}Cn -> ^{277}_{112}Cn + ^1_0n}}}
In mei 2000 slaagde het GSI erin om nog een 277Cn-atoom te maken. Deze reactie werd succesvol herhaald in 2004 door het RIKEN in Japan. Zij slaagden erin om 2 coperniciumatomen te maken en bestudeerden ook het radioactief verval van de atomen.

## Naamgeving
Ununbium (Uub) was de voorlopige naam van dit element, totdat op 19 februari 2010 het voorstel voor de nieuwe naam werd aangenomen door de internationale vereniging van chemici, de IUPAC.
Het voorstel kwam van de ontdekkers van dit element uit Darmstadt. Het element is erg instabiel en valt binnen een fractie van een seconde uiteen in lichtere atomen. Mede daardoor heeft het lang geduurd voordat het atoom officieel erkend werd door de IUPAC. Omdat toen nog niet bewezen werd geacht dat het atoom daadwerkelijk gecreëerd was, werd er voorlopig de naam ununbium aan gegeven. Deze voorlopige naam was gebaseerd op de Latijnse naam van de cijfers van het getal dat het aantal protonen in de kern beschrijft: 112.

## Isotopen
| Isotopen | Isotopen | Isotopen       | Isotopen | Isotopen | Isotopen |
| Iso      | RA (%)   | Halveringstijd | VV       | VE (MeV) | VP       |
| -------- | -------- | -------------- | -------- | -------- | -------- |
| 277Cn    | syn      | 1,1(7) ms      |          |          |          |
| 278Cn    | syn      | 10 ms          |          |          |          |
| 279Cn    | syn      | 0,1 s          |          |          |          |
| 280Cn    | syn      | 1 s            |          |          |          |
| 281Cn    | syn      | 10 s           |          |          |          |
| 282Cn    | syn      | 30 s           |          |          |          |
| 283Cn    | syn      | 252 s          |          |          |          |
| 284Cn    | syn      | 31 s           |          |          |          |
| 285Cn    | syn      | 29 s           |          |          |          |

## Toxicologie en veiligheid
Omdat copernicium zo instabiel is, wordt elke hoeveelheid die wordt gevormd zo snel afgebroken in andere elementen dat er geen reden is om gezondheidseffecten van het element te achterhalen.

## Milieu-effecten
Vanwege de extreem korte halveringstijd van copernicium (de stabielste isotoop heeft een halveringstijd van 252 seconden), is er geen reden om de effecten van copernicium op het milieu te bestuderen.